# 雨野裕介
雨野 裕介（あまの ゆうすけ、1978年4月10日 - ）は、愛媛県松山市出身の元サッカー選手、サッカー指導者。

## 来歴
サンフレッチェ広島ユースのセレクションに合格、高田豊治育成部長や小林伸二ユース監督からの熱心な誘いを受けて、1994年広島ユースに入団する。同期に、荒木亮次、安武亨ら。当時は左アウトサイドで、高校1年から2種登録選手としてトップチームに登録されJサテライトリーグに出場するなど、将来を嘱望されていた。1995年4月高校2年の時、左足首三角靱帯断裂の大怪我を負う。医師から引退を勧められたが、現役復帰を目指し高校を一時休学するなどリハビリに励む。結果1年留年したが、1997年Jユースカップ決勝に途中出場を果たしている。そのため、3つ下の駒野友一、森崎和幸・森崎浩司兄弟ともプレー経験がある。
その後、桐蔭横浜大学へ進学し、風間八宏率いる同校サッカー部に在籍し安武らと活躍する。
2002年、プロ化発足前のSC鳥取(現：ガイナーレ鳥取)へ入団する。塚野真樹らと共に主力として活躍するも、2年で自主的に引退する。
その後は地元松山市役所で嘱託職員として勤務する。
2005年から森山佳郎率いるサンフレッチェ広島ユースのコーチに就任する。なおこの年の広島ユースはユース2冠達成している。
2011年鳥取へ戻り、ガイナーレ鳥取U-15監督に就任し、2016年からはアカデミーダイレクターに就任した。2018年6月トップチーム監督が須藤大輔に交代したことに伴い、同年8月から鳥取のヘッドコーチに就任する。同シーズン末、須藤退任に伴いヘッドコーチを退任する。
2019年広島に戻り、強化部に入る。2021年女子チームサンフレッチェ広島レジーナ発足に際し、レジーナ強化部長に就任する。足立修が（公財）Jリーグに転籍したことに伴い、男子・女子すべてを統括する強化本部長（スポーツダイレクター）に就任する。なお広島ユース出身者が強化部のトップに立つのはクラブ史上初のこととなり、その下の強化部長（チームダイレクター）は南省吾、レジーナ担当は門田幸二が着任する。
2025年3月26日付で広島の強化部長を辞任した。没収試合等もあってAFCチャンピオンズリーグ2で準々決勝敗退となった件の責任と報じられている。

## 所属クラブ
- 1994年 - 1997年 サンフレッチェ広島ユース
- 1998年 - 2001年 桐蔭横浜大学
- 2002年 - 2003年 SC鳥取ドリームス
- 2011年 - 2012年 SC鳥取ドリームス

## 個人成績
| 国内大会個人成績 | 国内大会個人成績 | 国内大会個人成績 | 国内大会個人成績 | 国内大会個人成績                         | 国内大会個人成績 | 国内大会個人成績  | 国内大会個人成績  | 国内大会個人成績 | 国内大会個人成績 | 国内大会個人成績 | 国内大会個人成績 |
| 年度             | クラブ           | 背番号           | リーグ           | リーグ戦                                 | リーグ戦         | リーグ杯          | リーグ杯          | オープン杯       | オープン杯       | 期間通算         | 期間通算         |
| 年度             | クラブ           | 背番号           | リーグ           | 出場                                     | 得点             | 出場              | 得点              | 出場             | 得点             | 出場             | 得点             |
| 日本             | 日本             | 日本             | 日本             | リーグ戦                                 | リーグ戦         | リーグ杯          | リーグ杯          | 天皇杯           | 天皇杯           | 期間通算         | 期間通算         |
| ---------------- | ---------------- | ---------------- | ---------------- | ---------------------------------------- | ---------------- | ----------------- | ----------------- | ---------------- | ---------------- | ---------------- | ---------------- |
| 2002             | SC鳥取           | 6                | JFL              | 17                                       | 1                | -                 | -                 |                  |                  |                  |                  |
| 2003             | SC鳥取           | 8                | JFL              | 23                                       | 1                | -                 | -                 |                  |                  |                  |                  |
| 2011             | 鳥取D            | 8                | 鳥取1部          |                                          |                  | -                 | -                 | -                | -                |                  |                  |
| 2012             | 鳥取D            | 66               | 中国             | 0                                        | 0                | -                 | -                 | -                | -                | 0                | 0                |
| 通算             | 日本             | 日本             | JFL              | 40                                       | 2                | -\|\|\|\|\|\|\|\| | -\|\|\|\|\|\|\|\| |                  |                  |                  |                  |
| 通算             | 日本             | 日本             | 中国             | 0                                        | 0                | -                 | -                 | 0                | 0                | 0                | 0                |
| 通算             | 日本             | 日本             | 鳥取1部          | \|\|\|\|colspan="2"\|-\|\|0\|\|0\|\|\|\| |                  |                   |                   |                  |                  |                  |                  |
| 総通算           | 総通算           | 総通算           | 総通算           | 40                                       | 2                | -\|\|\|\|\|\|\|\| | -\|\|\|\|\|\|\|\| |                  |                  |                  |                  |

## 指導歴・職歴
- 2004年 松山市役所嘱託職員
- 2005年 - 2011年 サンフレッチェ広島ユース コーチ[4]
- 2011年 - 2018年 ガイナーレ鳥取
  - 2011年 - 2015年 U-15 監督[4]
  - 2015年 - 2016年 アカデミーダイレクター兼U-15監督[4]
  - 2016年 - 2017年 アカデミーダイレクター[4]
  - 2017年 - 2018年 強化育成部副部長兼アカデミーダイレクター[4]
  - 2018年 トップチーム ヘッドコーチ[4]
- 2019年 - 2025年3月 サンフレッチェ広島
  - 2019年 - 2021年 強化部 強化担当[4]
  - 2021年 - 2023年 レジーナ強化部長[4]
  - 2024年 - 2025年3月 強化本部長[4]